# Harmakhis Vallis
L'Harmakhis Vallis è una struttura geologica della superficie di Marte.